# Pablo Morales
Pedro Pablo Morales (ur. 5 grudnia 1964 w Chicago) – amerykański pływak. Wielokrotny medalista olimpijski.
Specjalizował się w stylu motylkowym, choć startował także w stylu zmiennym. W igrzyskach brał udział dwukrotnie, startował w Los Angeles i Barcelonie, łącznie zdobył pięć medali. Podczas IO 84 zwyciężył w sztafecie, indywidualnie wywalczył dwa srebrne medale. Cztery lata później nie zakwalifikował się do ekipy na igrzyska w Seulu i na pewien czas przerwał karierę. Do wysokiej formy wrócił przed IO 92 i zdobył dwa złote medale. Wielokrotnie bił rekordy świata. 

## Starty olimpijskie
Los Angeles 1984
- 4 × 100 m stylem zmiennym –  złoty medal
- 100 m stylem motylkowym –  srebrny medal
- 200 m stylem zmiennym –  srebrny medal

Barcelona 1992
- 100 m stylem motylkowym –  złoty medal
- 4 × 100 m stylem zmiennym –  złoty medal